# Büchler Pál
Büchler Pál (Bácstóváros, 1877. január 25. – Marosvásárhely, 1946. július 7.) magyar filológus, műfordító.

## Életútja, munkássága
Középiskolát Kalocsán végzett, majd a budapesti egyetemen szerzett 1901-ben tanári oklevelet. Doktori értekezése: Régi esetvégződések és határozóképzők Homérosznál (Budapest, 1907). A 20. század első évtizedében Marosvásárhelyre költözött, középiskoláiban tanárkodott. Közben Halléban, Londonban járt tanulmányúton, a görög, latin, német és angol mellett a szanszkrit nyelvnek is kutatója lett. Cikkeiben gyakran foglalkozott az indogermán nyelvészet és az angol nyelv kérdéseivel.
Legjelentősebb munkája a Manava Dharmasastra magyarra fordítása Manu törvényei címmel, mely az EME jogi, társadalomtudományi szakosztálya kiadásában (6. füzet) Budapesten jelent meg 1915-ben. Az eredeti verses szanszkrit művet a nyelv rendkívüli tömörsége miatt – a német és angol fordítások példáját követve – prózában fordította, vigyázva a tolmácsolás hitelességére és a tartalmi hűségre. Szerzője a Dézsi Lajos szerkesztette Világirodalmi Lexikon (Budapest, 1930-33) szanszkrit vonatkozású címszavainak. 1910-től haláláig munkás tagja a Kemény Zsigmond Társaságnak, számos felolvasást tartott és cikkezett a korabeli sajtóban, munkatársa a Zord Időnek is.
Kéziratban maradt munkái
- Reineke Fuchs (műfordítás bevezetéssel és jegyzetekkel, 1928, szemelvények a Zord Időben. 1920/3-5);
- Világszemléletem, tanításaim ("gyermekeim okulására, értelmi nagykorúságuk idejében való elolvasásra, megírtam 1932-től kezdve");
- Az én hitem. Munkásságát kortársa és barátja, Molter Károly szavai jellemzik a Szabad Szóban megjelent nekrológban: "Mint Erdélynek annyi kiválója, Büchler Pál is érezte a töredéksorsot, a hányattatást, a mellőzést... Szegénységét megosztottuk vele, de hozzá jártunk el az ismeretek tárházába osztalékért. A népért szólt a legősibb népek bölcsességéről."